# Слобода (Городнянский район)
Слобода (укр. Слобода; в 1946—2016 годах — Радянское, укр. Радянське) — село в Бутовском сельском совете Городнянского района Черниговской области Украины.
Код КОАТУУ — 7421481203. Население по переписи 2001 года составляло 65 человек.

## Географическое положение
Село Слобода находится на левом берегу реки Мостище, выше по течению на расстоянии в 3,5 км расположено село Бутовка, на противоположном берегу — сёла Здряговка и Крестоповщина (Щорский район).

## История
- 1637 год — дата основания как село Жабчицкая Слобода (Жабичи).
- В 1946 году переименовано в село Радянское.
- В 2016 году в рамках проводимой политики декоммунизации переименовано в село Слобода.